# 光果葶苈
光果葶苈（学名：Draba nemorosa var. leiocarpa）是十字花科葶苈属葶苈的变种。分布于欧洲以及中国大陆的内蒙古、东北等地，常生于山坡草丛，目前尚未由人工引种栽培。